# タンドスピロン
タンドスピロン (tandospirone) はアザピロン系の抗不安薬の一種。セロトニン5-HT1A受容体作動薬。クエン酸塩が商品名セディール (Sediel) として、日本・中国で発売されている。

## 適応
心身症からくる不安・緊張・抑うつ・睡眠障害および、自律神経失調症や神経症などに適応がある。しかしながら、効果の発現には時間がかかり、2~4週間程度が必要とされる。代表的な抗不安薬であるベンゾジアゼピン系薬剤と比較して筋弛緩作用や依存性などの有害事象が少なく、高齢者に使いやすい。

## 薬理
タンドスピロンの抗不安作用及び抗うつ作用の機序はセロトニンを介した以下のように考えられている。タンドスピロンはセロトニン5-HT1A自己受容体に部分アゴニストとして作用し、一時的にセロトニンの合成及び放出を抑制する。タンドスピロンの反復投与により自己受容体が脱感作（感受性の低下）する、この脱感作が続くと自己受容体がダウンレギュレーションを起こし、自己受容体数が正常な数まで減少する。一度ダウンレギュレーションを起こした受容体は起こす前の状態に戻るまでに時間を要する。
これらの結果、セロトニンの抑制が解除され、一連の作用を発揮する。

## 副作用
他の5-HT1A部分アゴニストと同様、副作用は軽度であり、吐き気・下痢・頭痛・めまい・落ち着きのなさがある。
倦怠感、眠気、食欲不振、吐き気、脱力感など。 

## 種類
- 錠剤:5mg、10mg、20mg[2]

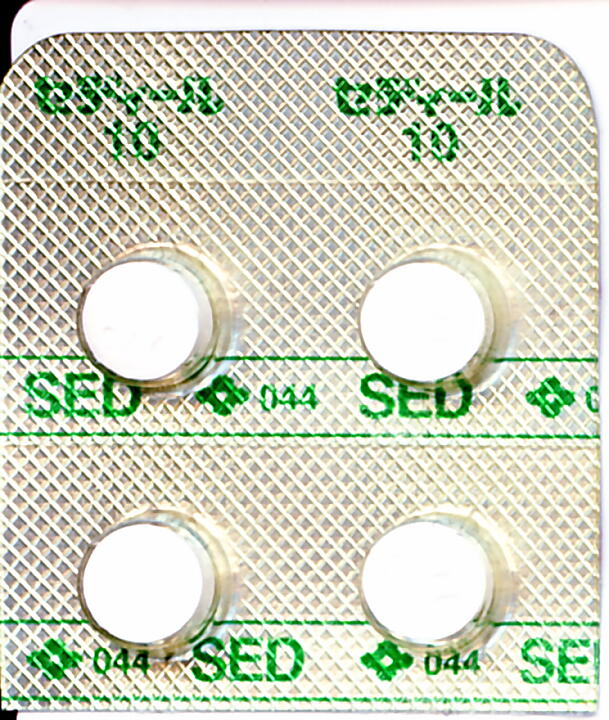
セディール 10mg
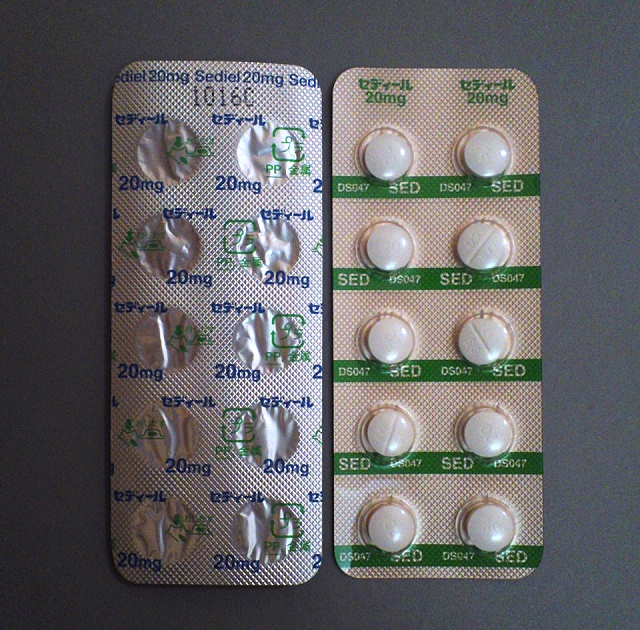
セディール 20mg

## 製薬会社
- 大日本住友製薬（現・住友ファーマ）[3]
- 沢井製薬[4]
- 東和薬品[5]
- 共和薬品[6]